# Desmodium grahamii
Desmodium grahamii är en ärtväxtart som beskrevs av Asa Gray. Desmodium grahamii ingår i släktet Desmodium och familjen ärtväxter. IUCN kategoriserar arten globalt som livskraftig. Inga underarter finns listade i Catalogue of Life.